# Carr (zone humide)
Pour les articles homonymes, voir Carr.

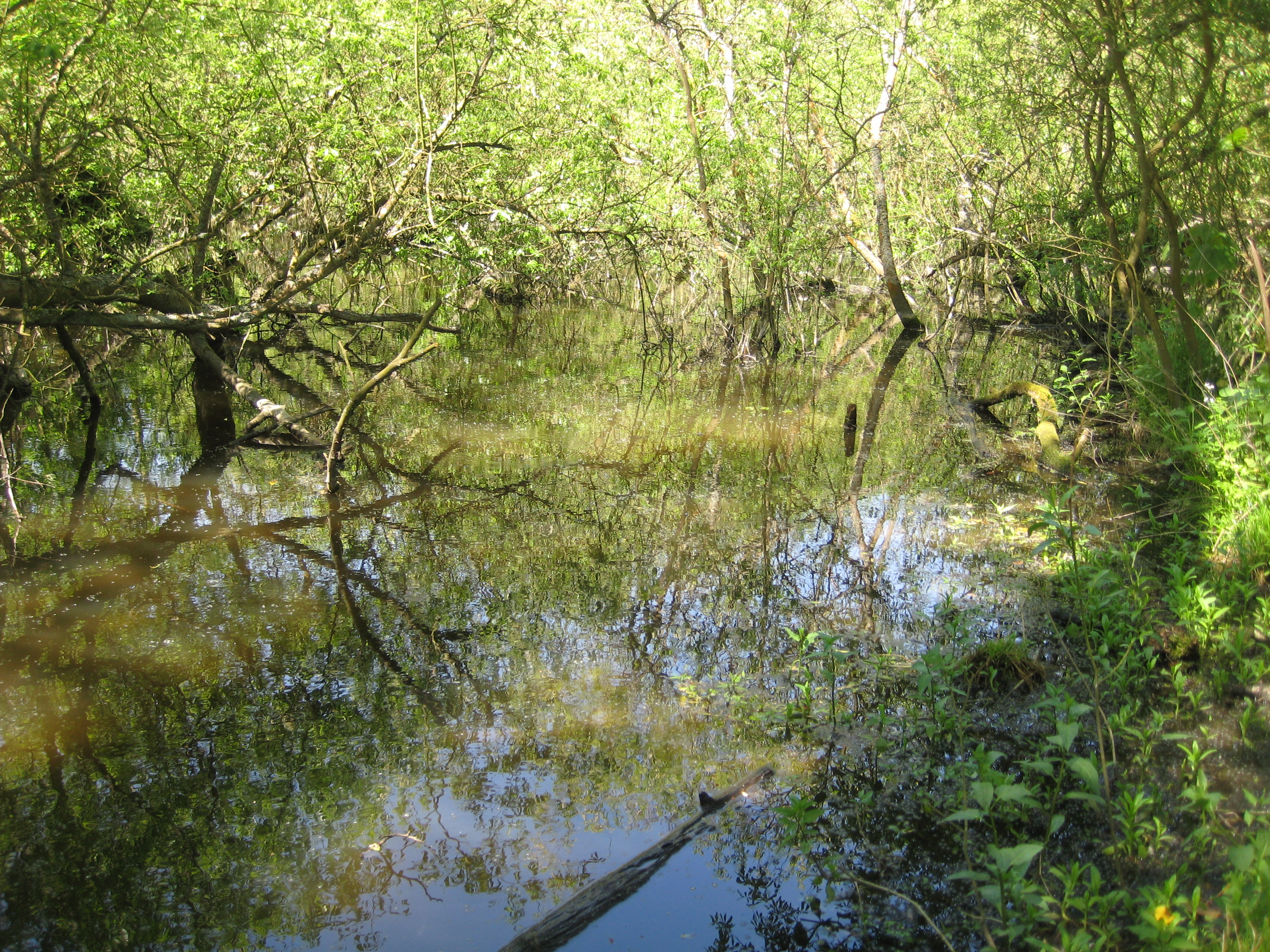
Un carr d'aulne au parc Moor, Farnham, Surrey en Angleterre

Une forêt marécageuse, un marécage ou carr (terme issu de l'anglais), est une forêt claire à feuillage caduc, poussant sur un sol constamment humide, riche en matière organique.

## Étymologie
Le mot carr est un terme rare en anglais et surtout dialectal. Il s'est cependant spécialisé dans le jargon des géographes. Il est issu du vieux norrois kjarr, qui signifie « marais » et éventuellement « broussaille, bosquet d'arbustes » cf. islandais kjarr « broussaille, bosquet d'arbustes »; norvégien kjarr, kjerr « broussaille, bosquet d'arbustes »; danois kær « marais, marécage », suédois kärr, même sens.
Il existe aussi en Angleterre comme élément toponymique sous la forme -ker dans Ellerker par exemple, ainsi qu'en Normandie sous la forme -quier ou -cher, par exemple dans Villequier (Wilikier, Willeker en 1178, Wili- représente le vieil anglais wiliġ, weliġ « saule ») ou Orcher (Aurichier XIIe siècle), situés tous deux dans la partie de la basse Seine où les zones marécageuses étaient plus fréquentes qu'aujourd'hui. Aurichier représente un ancien *Alrichier qui est identique au Ellerker anglais (Yorkshire, Alrecher, fin XIIe), dont le premier élément est sans doute le vieil anglais alor, alri > anglais moderne alder « aulne » et aux Elkier allemands (Schleswig-Holstein) qui contiennent sans doute le danois elle « aulne » issu du vieux norrois elri.

## Caractéristiques
Une telle formation végétale peut se développer sur des tourbières, des faignes ou des marais arborés (marécage). Ce mot qui n'a pas d'équivalent en français, est employé essentiellement au Royaume-Uni, pour désigner un type de terrain boisé gorgé d'eau qui représente généralement un des stades de succession entre le marais couvert de roseaux d'origine et la formation éventuelle d'une forêt, dans un climat océanique. Le carr est une étape dans de l'hydrosère: succession de communautés végétales à partir d'un terrain submergé par l'eau douce, le long d'une rivière ou le bord d'un lac. Dans les régions océaniques, le carr démarre à partir d'une roselière. À mesure que les roseaux se décomposent, la surface du sol finit par s'élever au-dessus de l'eau (atterrissement), créant les fens (« tourbières » voir faing (toponyme)) qui permettent à la végétation, telle que le carex, de se développer. À mesure que cette progression se poursuit, des arbres et des arbustes ripariens apparaissent et un paysage de carr ou de marécage se crée - il s’agit en fait d’une tourbière boisée sur un terrain détrempé. À ce stade, globalement, bien que l’acidité des roseaux en décomposition soit accablante, le pH n’est pas trop acide et le sol n’est pas trop déficient en minéraux, ce qui constitue un habitat pour la faune endémique et autres. Les arbres caractéristiques des carrs comprennent l'aulne et le saule.